# Moravče
Moravče là một khu tự quản (tiếng Slovenia: občine, số ít – občina) trong vùng Osrednjeslovenska của Slovenia. Moravče có diện tích 61.4 km2, dân số là theo điều tra ngày 31 tháng 3 năm 2002 là 4508 người. Thủ phủ khu tự quản Moravče đóng tại Moravce.